# Mark Ravenhill
Mark Ravenhill, född 7 juni 1966 i Haywards Heath i West Sussex, är en engelsk dramatiker.

## Biografi
1984-1987 studerade Mark Ravenhill dramatik och engelska vid Bristol University. Han räknas tillsammans med Sarah Kane som den främsta förgrundsfiguren för den rörelse som i Storbritannien går under namnet in-yer-face-theatre. Hans debutpjäs var Shopping and Fucking med gruppen Out of Joint Theatre Company i regi av Max-Stafford Clark som spelades på Royal Court Theatre 1996. Den flyttades till West End och turnerade internationellt. Föreställningen gästade Pusterviksteatern under Göteborgs Kulturfestival 1997. Redan samma höst hade den svensk premiär under titeln Köp och svälj med Nya Grupp 98 i Stockholm i  översättning av Kerstin Gustafsson och regi av Torbjörn Astner.
2006 sattes Snittet (The Cut) upp på Stockholms stadsteater i översättning av Sofia Fredén och regi av Alexander Öberg. 2007 regisserade Emil Graffman Produkten (Product) på Göteborgs stadsteater. 2010 spelades Citizenship av Unga Dramaten i översättning och regi av Annika Silkeberg. 2010 spelades även fyra kortpjäser i översättning av Nina Lekander på Stockholms stadsteater. Regisserade gjorde fyra avgångselever från Dramatiska Institutets teaterregiutbildning: Intolerans, regi Martin Rosengardten; Fruktan och elände, regi Hilde Brinchman Børresen; Mikado, regi Jens Karlsson och Yesterday an incident occured, regi Tatu Hämäläinen.

## Dramatik (urval)
| - Fist (1995) - Shopping and Fucking (1996) - Faust Is Dead (1997) - Sleeping Around (1998) - Handbag (1998) - Some Explicit Polaroids (1999) - Mother Clap's Molly House (2000) - Feed Me (Radio Play) (2000) - Totally Over You (2003) - Education (2004) - Citizenship (2005) | - Product (2005) - The Cut (2006) - Pool (No Water) (2006) - Ravenhill For Breakfast (2007) - Scenes From Family Life (2007) - Shoot/Get Treasure/Repeat (2008) - Over There (2009) - The Experiment (2009) - Ten Plagues - A Song Cycle (2011) - Candide (2013) |